# Бад Урах
Бад Урах (до 1983: Урах) (на немски: Bad Urach, Urach) е град до Швабска Юра в регион Тюбинген в провинция Баден-Вюртемберг, Германия, с 12 143 жители (2015).
Градът е от 1983 г. държавнопризнат за въздушен курорт и минерална баня.